# Musgravia cowandilla
Musgravia cowandilla är en insektsart som först beskrevs av Otte, D. och R.D. Alexander 1983.  Musgravia cowandilla ingår i släktet Musgravia och familjen Mogoplistidae. Inga underarter finns listade i Catalogue of Life.